# The Angels (australische Band)
The Angels sind eine australische Hard-Rock-Band aus Adelaide. In Nordamerika sind sie auch bekannt als Angel City. Seit etwa vier Jahrzehnten sind sie in Australien erfolgreich und hatten ihre erfolgreichste Zeit in den 1980ern.

## Bandgeschichte
Die Band hat ihren Anfang 1970 in der Moonshine Jug and String Band, die als Studentenband in den Lokalen der südaustralischen Metropole Adelaide auftrat. Die Gruppe bestand aus John und Rick Brewster, Bernard Neeson und zwei weiteren Kommilitonen. Sie machten sogar Aufnahmen und hatten mit Keep You on the Move einen Charthit in Südaustralien.
Aus der akustischen Coverband wurde 1974 die Rock-’n’-Roll-Band The Keystone Angels, die Chuck Berry auf einer Australien-Tournee begleitete und Festivalerfolge feierte. 1976 nahm sie das Label Albert unter Vertrag. Neben Sänger Doc Neeson und den Brewsters bildeten der Schlagzeuger Graham Bidstrup und Bassist Chris Bailey in den frühen Jahren die Band, die sich von da an kurz The Angels nannte. In den ersten beiden Jahren erschien die Debütsingle Am I Ever Gonna See Your Face Again? und das erste, nach der Band benannte Album The Angels, die allerdings noch keinen großen Erfolg brachten. Produziert wurden sie von George Young und Harry Vanda, die auch AC/DC produzierten. Mit AC/DC haben sie auch die musikalische Ausrichtung zu australischem Pub Rock und Hard Rock gemeinsam.

### Durchbruch und internationaler Erfolg
Der Durchbruch für die Angels kam mit der vierten Single Comin’ Down, mit der sie 1978 erstmals in die Charts kamen. Das nachfolgende Album Face to Face stieg zwar nie höher als Platz 16, es blieb aber eineinhalb Jahre in den Charts und verkaufte sich über 280 000 Mal (entspricht 4-fach-Platin). Das im Juni 1979 veröffentlichte Album No Exit brachte ihnen die erste Top-10-Platzierung. Vor allem machte die Band mit ihrem Frontmann Neeson aber durch ihre Liveauftritte und Bühnenshows von sich reden. Noch im selben Jahr gingen sie mit David Bowie auf Australientour und an Silvester 1979 spielten sie vor 100 000 Zuschauern vor dem Sydney Opera House. Allerdings endete das Konzert in einer Massenschlägerei, bei der auch die Bandmitglieder verletzt wurden. Es führte zu einem Verbot von Rockkonzerten bei den Feiern zum Jahreswechsel in Sydney.
Ein Best-of-Album war 1980 ihre letzte Veröffentlichung bei Albert. Die Angels unterschrieben bei Epic, die sie auch in den Vereinigten Staaten herausbrachten. Noch im selben Jahr erschien dort ihr erstes Album, ebenfalls eine Kompilation aus ihren bis dahin erfolgten Veröffentlichungen, die unter demselben Namen wie das zweite Album Face to Face erschien. In den USA wie auch für europäische und japanische Veröffentlichungen mussten sie sich aber wegen Verwechslungsgefahr mit der Hard-Rock-Band Angel in Angel City umbenennen. Das Album wurde ein Achtungserfolg und kam auch in die Billboard-Charts. Als Vorband von Cheap Trick und den Kinks gingen sie auf US-Tournee. Es folgten noch 1980 und 1981 zwei neue Alben, die in den USA ähnlich erfolgreich waren, der große Durchbruch gelang ihnen in Übersee jedoch nicht. Trotzdem gelten sie als einflussreiche Rockband, die unter anderem von Mötley Crüe und Guns N’ Roses gecovert wurde.

### Umbesetzungen und weitere Erfolge
In ihrer Heimat und auch im benachbarten Neuseeland blieben die Angels mit Dark Room und Night Attack ungebrochen erfolgreich. Mit No Secrets aus dem erstgenannten Album hatten sie ihren ersten Top-Ten-Hit in den australischen Singlecharts. Trotzdem kam es danach zum ersten Bruch. Bidstrup verließ die Band und Brent Eccles wurde neuer Schlagzeuger. Jim Hilbun übernahm als Bassist. Das vierte Epic-Album Watch the Red verpasste den Einstieg in die US-Charts und der Vertrag mit dem Label wurde nicht verlängert. Beim Label Mushroom erschien 1984 das Album Two Minute Warning. Während es in USA erneut die Top 200 verpasste, erreichte es in Australien mit Platz 2 die bis dahin beste Platzierung der Angels. Mit John Brewster verließ im Februar 1986 dann erstmals ein Musiker die Band, der von Anfang an zum Kern zählte. Dem Erfolg tat das jedoch keinen Abbruch. Das noch im selben Jahr fertiggestellte Album Howling brachte mit der Coverversion des Animals-Hits We Gotta Get out of This Place ihren größten Singlehit (Platz 7). Mit dem Live-Doppelalbum Liveline erreichten sie im Jahr darauf erneut Platz 2 der Albumcharts und 1990 nahmen sie mit Beyond Salvation zum ersten und einzigen Mal Platz 1 der Charts ein.
Nachdem das Album Red Back Fever nicht mehr an den Erfolg anknüpfen konnte, kam es erneut zu Umbesetzungen. Gitarrist John Brewster kehrte ebenso zurück wie der zwischenzeitlich ersetzte Bassist Jim Hilbun. Statt eines neuen Albums erschienen nur noch Kompilationen und 1995 gaben sie die Auflösung bekannt. Der große Erfolg der Abschiedstour führte aber zu einem Meinungswechsel und sie machten weiter. Allerdings standen sie erst einmal ohne Plattenfirma da und erst 1998 kamen sie wieder unter Vertrag. Ihr Comeback-Album Skin and Bone war in diesem Jahr aber nur ein mäßiger Erfolg. Im Film Holy Smoke spielten sie eine Gastrolle als Band. Im selben Jahr wurden sie mit der Aufnahme in die ARIA Hall of Fame geehrt.

### Auszeit und späte Karriere
Als wenig später Doc Neeson einen schweren Autounfall hatte, kam schließlich doch das vorläufige Ende der Band. Ohne ihren Sänger traten die ehemaligen Mitglieder unter verschiedenen Namen als Liveband auf, die Original-Angels gab es in den 2000ern lange nicht mehr. Erst 2008 entschloss sich Neeson zur Rückkehr für einige Konzerte im Sommer. Drei Jahre hielt die Wiedervereinigung, dann ging Neeson erneut, um noch einmal eine Solokarriere zu starten. Wenig später erkrankte er jedoch an Krebs. Am 4. Juni 2014 verstarb er mit 67 Jahren. Nachdem bereits 2013 der Bassist Chris Bailey gestorben war, endete damit die Geschichte der Ursprungsformation der Angels.
Die Brewster-Brüder machten 2011 weiter und schlossen sich dafür mit Dave Gleeson, dem ehemaligen Sänger der Screaming Jets, zusammen. Gemeinsam produzierten sie auch wieder neue Alben. 2012 erschien Take It to the Streets und zwei Jahre später Talk the Talk. Beide Veröffentlichungen waren auch wieder in den australischen Charts erfolgreich. Seit 2013 ist auch John Brewsters Sohn Sam als Bassist Mitglied der Band.

## Diskografie

### Alben
| Jahr | Titel                                                  | Höchstplatzierung, Gesamtwochen, AuszeichnungChartplatzierungen (Jahr, Titel, Platzierungen, Wochen, Auszeichnungen, Anmerkungen) | Höchstplatzierung, Gesamtwochen, AuszeichnungChartplatzierungen (Jahr, Titel, Platzierungen, Wochen, Auszeichnungen, Anmerkungen) | Höchstplatzierung, Gesamtwochen, AuszeichnungChartplatzierungen (Jahr, Titel, Platzierungen, Wochen, Auszeichnungen, Anmerkungen) | Anmerkungen |
| Jahr | Titel                                                  | AU | NZ | US | Anmerkungen |
| ---- | ------------------------------------------------------ | --- | --- | --- | --- |
| 1977 | The Angels                                             | — | — | — | Erstveröffentlichung: August 1977                                                                                                  |
| 1978 | Face to Face                                           | AU16 ×4Vierfachplatin · (79 Wo.)AU                                                                                                | — | — | Erstveröffentlichung: Juni 1978 |
| 1979 | No Exit                                                | AU8AU | — | — | Erstveröffentlichung: 23. Juni 1979                                                                                                |
| 1980 | Face to Face (US-Ausgabe)                              | — | — | US152 (7 Wo.)US | das US-Album enthält Songs aus Face to Face und No Exit und erschien wie alle US-Veröffentlichungen unter dem Bandnamen Angel City |
| 1980 | The Angels’ Greatest                                   | AU5AU | — | — | |
| 1980 | Dark Room                                              | AU6AU | NZ37 (2 Wo.)NZ | US133 (6 Wo.)US | Erstveröffentlichung: Juni 1980 das US-Album unterscheidet sich in zwei Songs von der australischen Ausgabe                        |
| 1981 | Night Attack                                           | AU11AU | NZ14 (12 Wo.)NZ | US174 (5 Wo.)US | Erstveröffentlichung: November 1981 die US-Ausgabe enthält einen zusätzlichen Song                                                 |
| 1983 | Watch the Red                                          | AU6AU | NZ43 (3 Wo.)NZ | — | Erstveröffentlichung: Mai 1983 |
| 1984 | Two Minute Warning                                     | AU2AU | NZ31 (3 Wo.)NZ | — | Erstveröffentlichung: 28. November 1984                                                                                            |
| 1985 | The Angels’ Greatest Vol. II                           | AU14AU | — | — | |
| 1986 | Howling                                                | AU6AU | NZ10 (16 Wo.)NZ | — | Erstveröffentlichung: Oktober 1986                                                                                                 |
| 1987 | Liveline                                               | AU2AU | NZ13 (5 Wo.)NZ | — | Erstveröffentlichung: Dezember 1987                                                                                                |
| 1990 | Beyond Salvation                                       | AU1 Platin · (26 Wo.)AU | NZ3 (14 Wo.)NZ | — | Erstveröffentlichung: Februar 1990                                                                                                 |
| 1991 | Red Back Fever                                         | AU14 (4 Wo.)AU | NZ41 (4 Wo.)NZ | — | Erstveröffentlichung: November 1991                                                                                                |
| 1992 | Red Back Fever / Left Hand Drive                       | AU28 (4 Wo.)AU | — | — | Erstveröffentlichung: Juli 1992 |
| 1994 | Evidence                                               | AU30 Gold · (5 Wo.)AU | NZ44 (1 Wo.)NZ | — | Erstveröffentlichung: Dezember 1994                                                                                                |
| 1998 | Skin & Bone                                            | AU27 (4 Wo.)AU | — | — | Erstveröffentlichung: März 1998 |
| 2006 | Wasted Sleepless Nights – The Definitive Greatest Hits | AU22 (6 Wo.)AU | NZ16 (4 Wo.)NZ | — | |
| 2012 | Take It to the Streets                                 | AU24 (1 Wo.)AU | — | — | |
| 2014 | Talk the Talk                                          | AU46 (1 Wo.)AU | — | — | |
| 2014 | 40 Years of Rock – Vol 1: 40 Greatest Studio Hits      | AU20 (7 Wo.)AU | — | — | |
| 2014 | 40 Years of Rock – Vol 2: 40 Greatest Live Hits        | AU38 (1 Wo.)AU | — | — | |
| 2014 | Greatest Hits                                          | AU26 (4 Wo.)AU | — | — | |

Weitere Alben
- Their Finest Hour … and Then Some (1992)
- No Secrets (1998)
- Greatest Hits – The Mushroom Years (1999)
- Left Hand Drive (2000)
- The Complete Sessions 1980-1983 (2002)
- Live at the Basement (2005)
- Take It to the Streets (2012)
- Talk the Talk (2016)

### Singles
| Jahr | Titel Album                                | Höchstplatzierung, Gesamtwochen, AuszeichnungChartplatzierungen (Jahr, Titel, Album, Platzierungen, Wochen, Auszeichnungen, Anmerkungen) | Höchstplatzierung, Gesamtwochen, AuszeichnungChartplatzierungen (Jahr, Titel, Album, Platzierungen, Wochen, Auszeichnungen, Anmerkungen) | Anmerkungen                                 |
| Jahr | Titel Album                                | AU | NZ | Anmerkungen                                 |
| ---- | ------------------------------------------ | --- | --- | ------------------------------------------- |
| 1978 | Take a Long Line                           | AU29AU | — | Erstveröffentlichung: Juli 1978             |
| 1979 | Shadow Boxer                               | AU25AU | — | Erstveröffentlichung: Juni 1979             |
| 1979 | Out of the Blue                            | AU29AU | — | Erstveröffentlichung: 29. September 1979 EP |
| 1980 | No Secrets                                 | AU8AU | — | Erstveröffentlichung: Mai 1980              |
| 1980 | Face the Day                               | — | NZ30 (4 Wo.)NZ | Erstveröffentlichung: Oktober 1980          |
| 1981 | Into the Heat                              | AU14AU | — | Erstveröffentlichung: Februar 1981          |
| 1981 | Never So Live                              | AU17AU | — | Erstveröffentlichung: Oktober 1981 EP       |
| 1982 | Stand Up                                   | AU21AU | — | Erstveröffentlichung: November 1982         |
| 1983 | Eat City                                   | AU22AU | — | Erstveröffentlichung: März 1983             |
| 1983 | Live Lady Live                             | AU43AU | — | Erstveröffentlichung: Juni 1983             |
| 1984 | Between the Eyes                           | AU44AU | — | Erstveröffentlichung: Oktober 1984          |
| 1986 | Nature of the Beast                        | AU27AU | — | Erstveröffentlichung: 20. Juli 1986         |
| 1986 | Don’t Waste My Time                        | AU40AU | NZ38 (3 Wo.)NZ | Erstveröffentlichung: 9. November 1986      |
| 1987 | We Gotta Get Out of This Place             | AU7AU | NZ13 (19 Wo.)NZ | Erstveröffentlichung: 15. Januar 1987       |
| 1988 | Am I Ever Gonna See Your Face Again (live) | AU11AU | — |                                             |
| 1988 | Finger on the Trigger                      | AU34 (9 Wo.)AU | — | Erstveröffentlichung: 14. November 1988     |
| 1990 | Let the Night Roll On                      | AU17 (10 Wo.)AU | — | Erstveröffentlichung: 8. Januar 1990        |
| 1990 | Dogs Are Talking                           | AU11 (18 Wo.)AU | NZ12 (12 Wo.)NZ |                                             |
| 1990 | Back Street Pickup                         | AU23 (12 Wo.)AU | NZ29 (2 Wo.)NZ | Erstveröffentlichung: 15. Juli 1990         |
| 1992 | Once Bitten Twice Shy                      | AU43 (3 Wo.)AU | NZ32 (2 Wo.)NZ | Erstveröffentlichung: 4. Januar 1992        |
| 1992 | Tear Me Apart                              | AU33 (5 Wo.)AU | — | Erstveröffentlichung: 12. Juli 1992         |

Weitere Singles
- Am I Ever Gonna See Your Face Again? (1976)
- You’re a Lady Now (1977)
- Comin’ Down (1978)
- The Tour (EP, 1978)
- Poor Baby (1980)
- Marseilles (1980)
- Night Attack (1982)
- Look the Other Way (1985)
- Sticky Little Bitch (1985)
- Underground (1985)
- Can’t Take Any More (1987)
- Rhythm Rude Girl (1990)
- Bleeding with the Times (1991)
- Some of That Love (1991)
- Don’t Need Mercy (1994)
- Turn It On (1994)
- Caught in the Night (1997)